# حروب العصور الوسطى

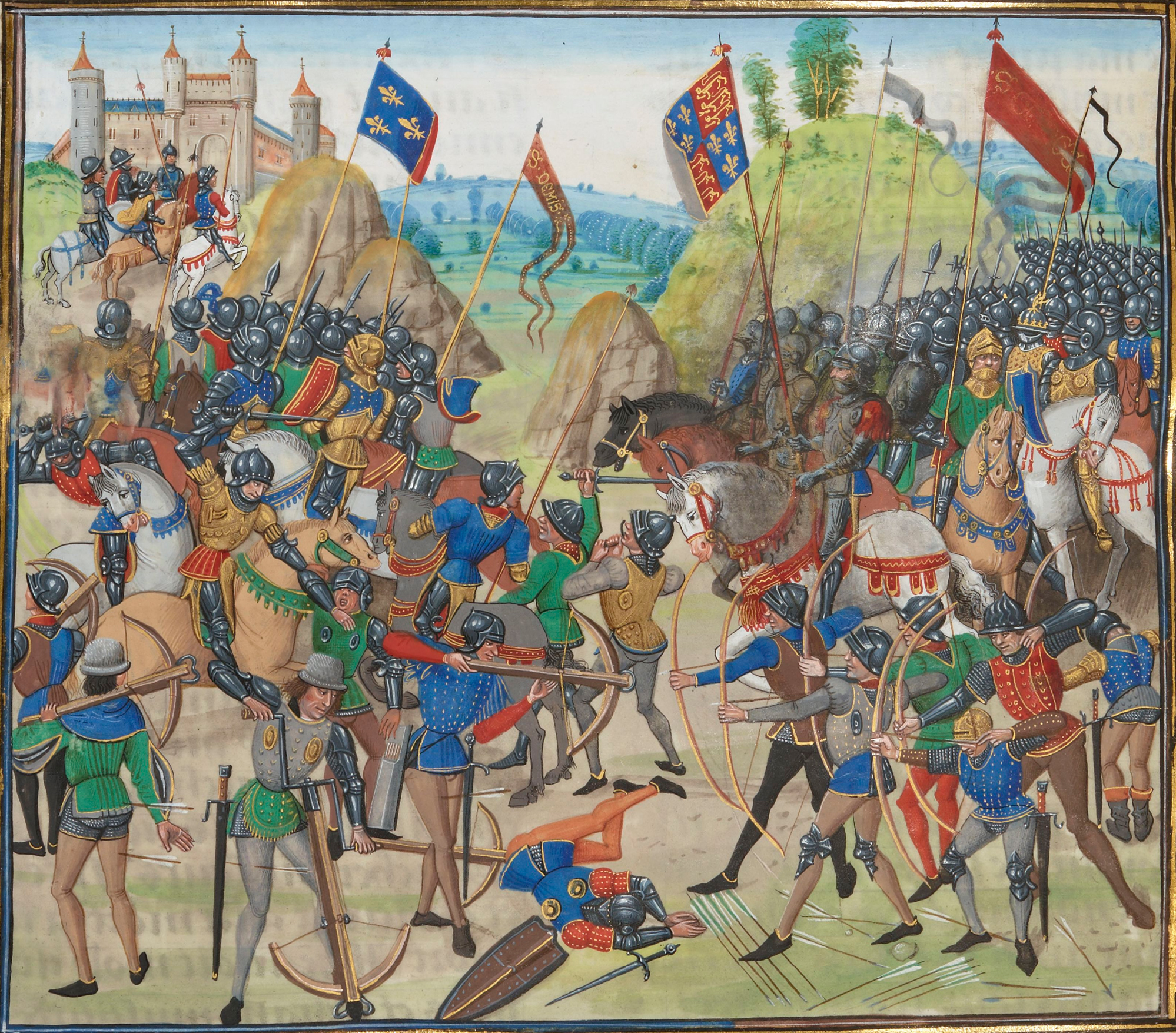
معركة كريسي (1346) بين الإنجليز والفرنسيين خلال حرب المائة عام.

حروب العصور الوسطى هي الحروب الأوروبية في العصور الوسطى. أدت التطورات التقنية والثقافية والاجتماعية إلى حدوث تحول كبير في طبيعة الحرب منذ العصور القديمة، وتغيير التكتيكات العسكرية ودور سلاح الفرسان والمدفعية (انظر تاريخ عسكري). فيما يتعلق بالتحصينات، شهدت العصور الوسطى ظهور القلعة في أوروبا، والتي انتشرت بعد ذلك إلى غرب آسيا.

## الاستراتيجية والتكتيكات

### دي ري ميليتاري
كتب بوبليوس فلافيوس فيجيتيوس ريناتوس أطروحة دي ري ميليتاري (فيما يتعلق بالمسائل العسكرية) ربما في أواخر القرن الرابع. وصفها المؤرخ والتر غوفارت بأنه «الكتاب المقدس للحرب في العصور الوسطى»، ونُشِر دي ري ميليتاري على نطاق واسع عبر الغرب اللاتيني. في حين اعتمدت أوروبا الغربية على نص واحد لتأسيس معرفتها العسكرية، امتلكت الإمبراطورية البيزنطية في جنوب شرق أوروبا سلسلة من الكُتّاب العسكريين. على الرغم من عدم امتلاك فيجيتيوس أي خبرة عسكرية واستنباطه دي ري ميليتاري من أعمال كاتو وفرونتينوس، شكلت كتبه معيارًا للخطاب العسكري في أوروبا الغربية حتى القرن السادس عشر.
قُسِّم دي ري ميليتاري إلى خمسة كتب: من يجب أن يكون جنديًا والمهارات التي يحتاجون تعلمها، وتكوين الجيش وبنيته، والتكتيكات الميدانية، وكيفية إدارة الحصار ومقاومته، ودور القوات البحرية. وفقًا لفيجيتيوس، يُعدّ المشاة العنصر الأهم في الجيش؛ لأنه عنصر رخيص بالمقارنة مع سلاح الفرسان ويمكن نشره في أي منطقة. أوضح أحد المبادئ التي طرحها فكرةَ دخول الجنرال في المعركة فقط في حال تأكده من النصر أو في حال عدم امتلاكه خيارًا آخر. يوضح عالم الآثار روبرت ليدارد: «كانت المعارك المرتبة -خاصة في القرنين الحادي عشر والثاني عشر- نادرة».
على الرغم من استنساخ أعماله على نطاق واسع، وبقاء أكثر من مئتين من النسخ والترجمات والمقتطفات حتى يومنا هذا، يبقى المدى الذي أثر فيه فيجيتوس على الممارسة الفعلية للحرب بما يتعارض مع مفهومها مبهمًا؛ بسبب عادته في ذكر ما هو معروف. أشار المؤرخ مايكل كلانشي إلى أن «من البديهيات التي تعود إلى القرون الوسطى هي انتماء عامة الشعب إلى فئة الأميين والعكس بالعكس، إذ يُعرَف رجال الدين بتعلمهم القراءة والكتابة»، لذلك قد يوجد عدد قليل من الجنود ممن قرأوا أعمال فيجيتيوس. لم يشتهر النبلاء الأوروبيون في أوائل العصور الوسطى بثقافتهم، على عكس أسلافهم الرومان الذين كانوا من أصحاب التعليم الجيد والخبرة الحربية الوفيرة، ولكن منذ القرن الثاني عشر، أصبح من الشائع ممارسة هؤلاء النبلاء القراءة.
اعتبر بعض الجنود الخبرة الحربية أكثر قيمة من القراءة، على سبيل المثال، أوصى جيوفري دي شارني -أحد فرسان القرن الرابع عشر الذي كتب عن الحرب- قراءه بأن يتعلموا خلال المراقبة وطلب المشورة من رؤسائهم. في حين يبقى من غير المؤكد إلى أي مدى قرأت طبقة المحاربين أعماله عوضًا عن رجال الدين، حافظ فيجيتيوس على وجوده في الأدب الحربي في فترة العصور الوسطى. في عام 1489، أمر الملك هنري السابع ملك إنجلترا بترجمة دي ري ميليتاري إلى اللغة الإنجليزية، «ليعرف كل رجل مولود بالسلاح وجميع أنواع رجال الحرب، والقباطنة، والجنود، وأصحاب الأراضي، وجميع الآخرين كيفية التصرف في مآثر الحروب والمعارك».

## التحصينات

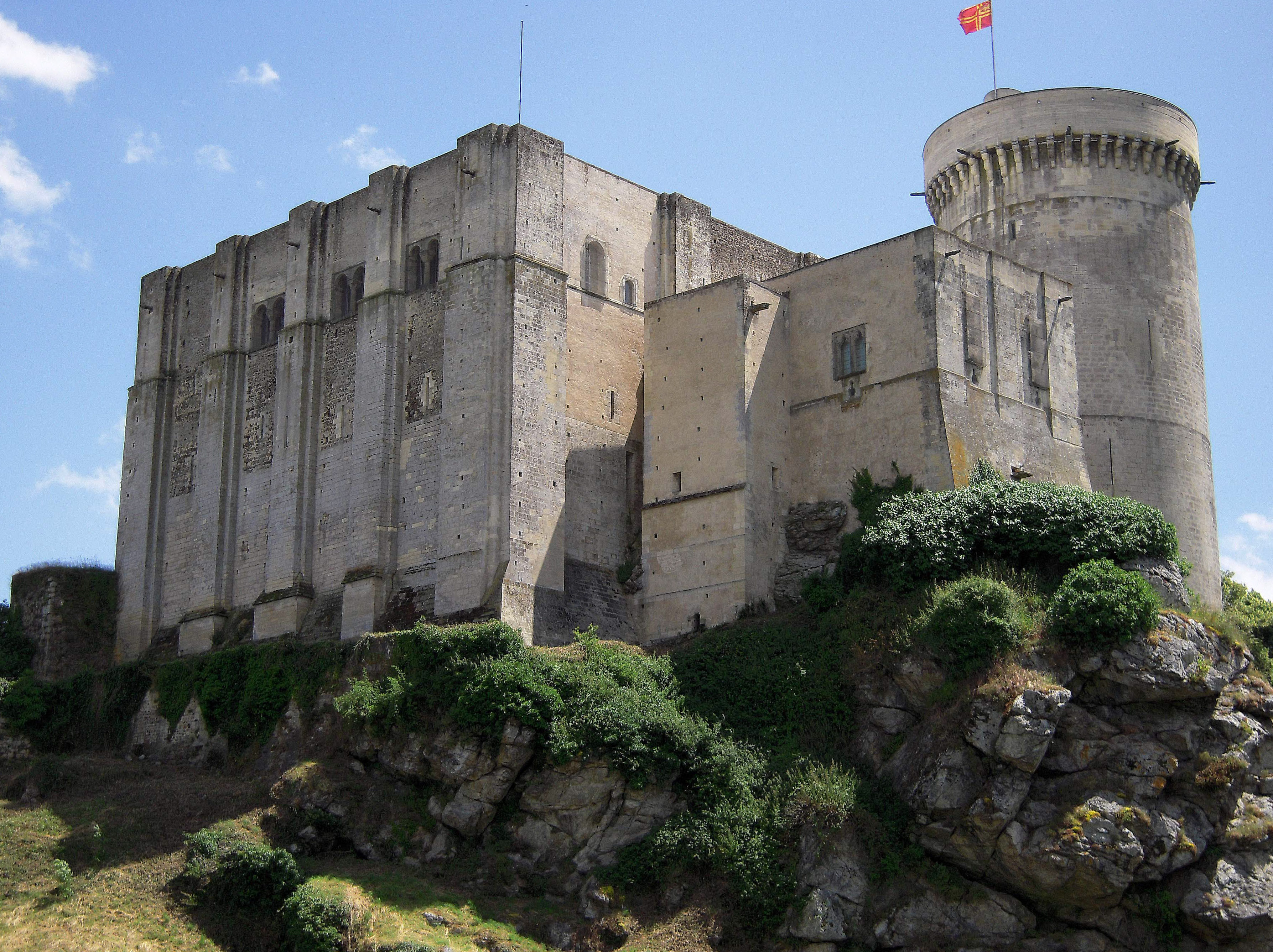
قلعة فاليز في فرنسا.

أدى انهيار السلطة المركزية في أوروبا إلى ظهور عدة مجموعات اعتمدت على عمليات السلب والنهب على نطاق واسع ضد أعدائها باعتبارها مصدر دخل. وأبرزها الفايكنج (والعرب، والمغول، والهون، والمجر أيضًا) الذين قاموا بغارات كثيرة. نظرًا لكون هذه المجموعات صغيرة بشكل عام وحاجتها إلى التنقل بسرعة، كان بناء التحصينات وسيلة جيدة لتوفير الملاذ والحماية للناس والثروة في المنطقة من هذه الغارات.
تطورت هذه التحصينات عبر العصور الوسطى، وكانت القلعة أهم أشكال هذه التحصينات، وتُعتَبر هيكلًا شبه مرادف لحقبة العصور الوسطى في نظر عامة الناس. كانت القلعة بمثابة مكان محمي للطبقة النخبوية المحلية. احتموا داخل قلعة من عصابات المغيرين وأمكنهم إرسال المحاربين الخيالة لدفع العدو بعيدًا عن المنطقة، أو لتعطيل الجهود التي تبذلها الجيوش الكبيرة لإمداد قواتها في المنطقة من خلال كسب أفضلية محلية على الفرق الباحثة عن المؤن، إذ يكون من المستحيل كسب مثل هذه الأفضلية أمام حشد العدو بأكمله.
كانت التحصينات جزءًا مهمًا جدًا من الحروب؛ لأنها وفرت الأمان للحاكم وأسرته وخدمه. وفرت هذه التحصينات ملجأً من الجيوش التي لم يقدروا على مواجهتها في معركة مفتوحة. كانت قدرة سلاح الفرسان الثقيل على التحكم في سير معركة في ميدان مفتوح عديمة الفائدة مقابل القدرة التي قدمتها التحصينات. استغرقت عملية بناء معدات الحصار وقتًا طويلًا، ونادرًا ما تمت هذه العملية بفعالية دون استعدادات قبل الحملة. قد يستغرق الحصار شهورًا كثيرة، إن لم يكن سنوات، لإضعاف أو تثبيط المدافعين بدرجة كافية. كانت التحصينات وسيلة ممتازة لضمان عدم ترحيل النخبة بسهولة عن أراضيهم، وقد علّق الكونت بالدوين من هينو في عام 1184 على رؤية قوات العدو تخرّب أراضيه وهو آمن في قلعته، «لا يمكنهم أخذ الأرض معهم». [تحقق من المصدر]

### الحصار  بصفته أسلوبًا حربيًا
في فترة العصور الوسطى استخدمت الجيوش المحاصِرة مجموعة واسعة من معدات الحصار بما في ذلك: سلالم التسلق، وآلة المدق، والضبر وأنواع مختلفة من المراجيم مثل المنجنيق والمرجام الروماني والعرادة والمقذاف. تضمنت تقنيات الحصار التنقيب الذي حُفِرَت فيه الأنفاق تحت جزء من الجدار ثم هدمِه بسرعة لزعزعة استقرار أساس الجدار. وُجدَت تقنية أخرى تتمثل في الحفر داخل جدران العدو، ومع ذلك، لم تكن هذه التقنية فعالة مثل الطرق الأخرى نظرًا لسماكة جدران القلعة.
شجعت التطورات في تطبيق الحصار على تطوير مجموعة متنوعة من التدابير المضادة الدفاعية. ازدادت قوة التحصينات في العصور الوسطى على وجه الخصوص بشكل تدريجي، على سبيل المثال، ظهور القلعة متحدة المركز في فترة الحملات الصليبية، وأصبحت هذه التحصينات أكثر خطرًا على المهاجمين، وهذا ما يظهر في زيادة استخدام كوات ذات فتحات تطلق منها القذائف على المهاجمين، فضلاً عن إعداد المواد الساخنة أو الحارقة. كانت شقوق الأسهم والأبواب المخفية منافذ للهجوم، وكانت آبار المياه العميقة جزءًا لا يتجزأ من مقاومة الحصار في هذا الوقت. أَوْلى مصممو القلاع اهتمامًا خاصًا بالدفاع عن المداخل وحماية البوابات باستخدام الجسور المتحركة والبوابات المنزلقة والمراقب. غالبًا ما غطّت جلود الحيوانات المبللة البوابات لصد النيران. كانت الخنادق وغيرها من الدفاعات المائية الأخرى -الطبيعية منها أو المعززة- من الأمور بالغة الأهمية أيضًا للمدافعين.
في العصور الوسطى، أحيطَت جميع المدن الكبيرة تقريبًا بأسوار للمدينة، وكانت دوبروفنيك في دالماتيا مثالًا مثيرًا للإعجاب محفوظًا بعناية، وتضمنت المدن الأكثر أهمية المعاقل والحصون والقلاع. بُذلَت جهود كبيرة لضمان توفير المياه داخل المدينة في حالة الحصار. في بعض الحالات، بُنيَت أنفاق طويلة لنقل المياه إلى المدينة. في حالات أخرى، مثل الحصار العثماني لشقودرة، صمم مهندسو البندقية وركبوا صهاريج تُغذيها مياه الأمطار المنقولة عبر نظام من القنوات في الجدران والمباني. استُخدمت أنظمة معقدة من الأنفاق للتخزين والاتصالات في مدن العصور الوسطى مثل تابور في بوهيميا. في مقابل ذلك، قوبلت هذه التحصينات بفرق من المهندسين العسكريين من أصحاب الخبرات في عمليات الحفر والتعدين والذين عملوا في بعض الأحيان لصالح الجيوش التي فرضت الحصار.
حتى اختراع الأسلحة المعتمدة على البارود (وما ينتج عنها من قذائف عالية السرعة)، رجح ميزان القوى واللوجستيات كفة المدافع. مع اختراع البارود، أصبحت أساليب الدفاع التقليدية أقل فعالية ضد الحصار المفروض.

## التنظيم
كان فارس العصور الوسطى عادةً جنديًا مدرعًا خيّالًا، مرتبطًا غالبًا بالنبلاء أو الملوك، مع إمكانية انتماء الفرسان (خاصة في شمال شرق أوروبا) أيضًا إلى الطبقات الدنيا، بل وأمكن أن يكونوا عبيدًا. كانت تكلفة دروعهم وخيولهم وأسلحتهم باهظة؛ ما ساعد من بين أشياء أخرى، في تحويل الفرسان تدريجيًا، على الأقل في أوروبا الغربية، إلى طبقة اجتماعية متميزة منفصلة عن المحاربين الآخرين. قاتل فرسان الرتب المقدسة خلال الحملات الصليبية في الأراضي المقدسة (انظر فرسان الهيكل، الفرسان، وما إلى ذلك).
يتكون سلاح الفرسان الخفيف عادة من رجال مسلحين ومدرعين بشكل أخف وزنا، يمكن أن يحملوا رماحًا أو رماحًا خفيفة أو أسلحةً قاذفة، مثل الأقواس أو الأقواس المستعرضة. في معظم فترات العصور الوسطى، تكوّن سلاح الفرسان الخفيف عادة من عامة الأثرياء. في وقت لاحق من العصور الوسطى، شمل سلاح الفرسان الخفيف أيضا الرقباء الذين كانوا رجالًا تدربوا ولكنهم لم يتمكنوا من تحمل التكاليف المرتبطة بلقب الفارس. استُخدم سلاح الفرسان الخفيف ككشافة، أو قوات مناوشة أو قوات التفاف. طوّرت العديد من الدول أنماطًا خاصةً بها من سلاح الفرسان الخفيف، مثل الرماة الخيالة الهنغاريين، وجينيس (الخيالة باللغة الإسبانية) في إسبانيا، والخيالة حملة الأقواس المستعرضة في إيطاليا وألمانيا، والكورور الإنجليز.
جُنّد المشاة ودُربوا على مجموعة واسعة من الأساليب في مناطق مختلفة من أوروبا طوال العصور الوسطى، وشكلوا دائمًا الجزء الأكبر من الجيش الميداني في العصور الوسطى. كان العديد من المشاة في الحروب الطويلة مرتزقة. احتوت معظم الجيوش على أعداد كبيرة من حملة الرماح والرماة وغيرهم من الجنود من غير الخيالة.

### التجنيد
كان من واجب كل نبيل في العصور الوسطى المبكرة الاستجابة لنداء المعركة برفقة عتاده، بالإضافة إلى رماته، وجند مشاته. كان هذا النظام اللامركزي ضروريًا بسبب النظام الاجتماعي في ذلك الوقت لكنه كان يقود إلى قوات مؤلفة من عناصر مختلفة ذات تدريبات ومعدات وقدرات متغايرة. وعادةً كلما زادت الموارد التي يحصل النبيل عليها، كانت جنوده أفضل.
عادةً ما تكونت الجيوش الإقطاعية بشكل أساسي من فرسان ذي مهارات عالية بالإضافة إلى جند بطانتهم، المرتزقة المُستأجرين في وقت الحملة، بالإضافة إلى جباة الإقطاع الذين يفون بالتزاماتهم الإقطاعية، وكانوا عادةً أكثر من مجرد غَوغاء. ومع ذلك كان بإمكانهم أن يكونوا كفؤًا في الأراضي ذات التضاريس غير الملائمة. وكانت البلدات والمدن أيضًا حقلًا للميليشيات.
بدأت العودة إلى الجيوش المدنية والمرتزقة في الفترة الكلاسيكية مع نمو قوة الحكومات المركزية، إذ بدأت تصبح الضرائب على سكان الريف بشكل أساسي أداة التجنيد الرئيسية. يُعتقد أنّ أفضل المشاة كانوا من الأبناء الأصغر سنًا لخادمي الإقطاعيين (اليومن) الذين يملكون أراضي بشكل مستقل، مثل الرماة الإنجليز والمرتزقة السويسريون. كانت إنجلترا واحدة من أكثر الدول مركزية في العصور الوسطى المتأخرة، وكانت معظم الجيوش التي خاضت حرب المئة عام محترفة ومدفوعة الأجر.
من الناحية النظرية، ترتّب على كل رجل إنكليزي واجب الخدمة العسكرية لمدة أربعين يومًا. إلّا أن الأربعين يومًا لم تكن تكفي للقيام بحملة، وخصوصًا البريّة منها. لذلك أُدخل البدل العسكري، إذ دفعه أغلب الإنجليز للتهرب من خدمتهم العسكرية، واستخدمت هذه الأموال لإنشاء جيش دائم. ومع ذلك تألفت معظم الجيوش  في العصور الوسطى العليا في أوروبا بشكل أساسي من عدد كبير من القوات المدفوعة الأجر، وكان هناك سوق كبير للمرتزقة في أوروبا منذ أوائل القرن الثاني عشر على الأقل.
مع تقدم العصور الوسطى في إيطاليا، بدأت المدن الإيطالية بالاعتماد على المرتزقة غالبًا القتال في المعارك بدلًا من الميليشيات التي كانت مهيمنة في بدايات العصور الوسطى العليا في المنطقة. تكونت هذه المجموعات من جنود محترفين يتقاضون رواتب محددة. تخدم المرتزقة بمثابة جنود فعالين وخاصة في مجموعات القوات الدائمة، لكنهم هيمنوا على الجيوش في إيطاليا في جميع المدن. وهذا ما جعل منهم مشكلة، بينما كانوا في الحرب أكثر جدارة بالثقة من الجيش الدائم، لكنهم شكّلوا خطرًا في أوقات السلم على الدولة ذاتها، مثل الحرس البريتوري.
أدت حرب المرتزقة على المرتزقة في إيطاليا إلى حملات أقل دموية نوعًا ما إذ اعتمدت على المناورة بقدر اعتمادها على المعارك. إذ أدرك كوندوتييرو أن الهجوم على متقدرات العدو في الحرب أكثر فعالية من الهجوم على القوات القتالية، وأدت إلى اكتشاف مفهوم الحرب غير المباشرة قبل السير باسيل هنري ليدل هارت بخمسمئة عام، ومحاولة الهجوم على خطوط إمدادات العدو، وعلى اقتصاده، وعلى قدرته لشن الحروب بدلًا من المخاطرة بخوض حرب مفتوحة، إذ يمكن لمناورته في الموقع أن تشكّل مخاطرة بحرب انتحارية. اعتبر ميكيافيلي هذا الأسلوب غير المباشر جُبنًا.